# Frederic Tormo Puiggarí
Frederic Tormo Puiggarí (Barcelona, 17 de novembre de 1943 — Zamora, 26 de març de 2012) va ser un jugador i entrenador de voleibol i de tennis.
Durant la seva carrera, va jugar i entrenar el Club Esportiu Hispano Francès, guanyant múltiples tres títols de Lliga i quatre Copes espanyoles. Va representar la selecció espanyola en més de 50 ocasions i va participar en diversos campionats d'Europa. Va exercir com a jugador i entrenador al Club Voleibol Sant Cugat i va tornar a l'Hispano Francès com a entrenador del primer equip femení. Va rebre diversos reconeixements, incloent medalles de la Federació Espanyola i Catalana de Voleibol. També va destacar en tennis, aconseguint múltiples campionats de Catalunya en categories infantil i juvenil.